# 北の男子ライブ
北の男子ライブ（きたのだんしらいぶ）は、北海道を拠点に活動する男性アーティスト（グループ）のブッキングライブ。通称は「キタダン」。
毎月第4火曜日に、札幌Sound lab moleにて開催される。
2017年4月から毎月開催。

## 概要
北海道を拠点に活動するアーティスト中心の合同ライブ。
『G.E.E.K』『NORD』『White Explosion』の三組を中心に、その他に北海道出身グループや養成所のグループが出演する。
各アーティストにつき30分枠のライブを行い、全グループのライブ終了後に物販や握手会などが行われる。
2020年度は新型コロナウイルス感染症流行の影響により、4月から8月まで5カ月連続で開催が見送られた。

## 参加アーティスト
- アクターズスタジオ北海道
- White Explosion
- NORD
- Milky Tunes
- G.E.E.K
- One of one Love
- UnReaL
- JARNZΩ
- SOLIDEMO
- EverZOne
- 高橋力サムソンジュニア
- ブレエメン
- 笠原瑠斗
- HAL
- Material
- EXPG STUDIO SAPPORO